# Oranje-Nassau II
De Oranje-Nassau II was een particuliere kolenmijn van de Oranje-Nassaumijnen gelegen te Schaesberg (thans: Landgraaf) in het Zuid-Limburgs steenkoolbekken, die in productie was van 1904 t/m 30 juni 1971.

## Geschiedenis

### Carl
In 1879 werd aan Robert Dach uit Alstaden een steenkoolconcessie in Schaesberg verleend. Dit mijnveld werd toen 'Carl' genoemd naar Carl Blumberg die de eerste boringen had uitgevoerd. In 1893 werd de concessie gekocht door de geboeders Honigmann en in 1894 ondergebracht in het nieuwe mijnbedrijf "NV Maatschappij tot Exploitatie van Limburgsche Steenkolenmijnen", dat samen met de ondernemer Henri Sarolea was opgericht en de exploitatie van de Oranje Nassaumijnen zou uitvoeren. Na de aanleg van een spoorlijn kreeg Schaesberg een van de eerste mijnzetels. In 1898 werd begonnen met het aanleggen van twee schachten.
Een houten boortoren en een werkplaats werden gebouwd, een waterput gegraven, een stoomketel en andere machines werden opgesteld. Eind april 1899 werd een diepte bereikt van 77 meter en in november van dat jaar 97,70 meter. Er werd een volboor gebruikt met een diameter van 3,90 meter en er werd voorgeboord met een boor met een middellijn van 1,25 meter. De aanleg liep vertraging op omdat op 12 november 1899 door een brand de houten boortoren werd vernield. Daardoor vielen de boorwagen en een groot aantal andere ijzeren delen in de schacht. Dat moest er allemaal weer uitgehaald worden. Begin 1900 werd het boren hervat. Het boren van de eerste schacht duurde 4,5 jaar.

## Productie
In 1904 kwamen de eerste kolen boven de grond, maar van echte productie was nog geen sprake. De mijn was nog niet aangesloten op het spoor en dat betekende dat de gewonnen kolen met paard en wagen naar het station in Schaesberg moesten worden gebracht. Toch werd er toen al 4297 ton kolen boven de grond gehaald. In 1906 kon de mijn in volle productie worden genomen omdat toen een spoorverbinding van de mijn met Heerlen klaar was. Deze spoorlijn werd ook gebruikt door de Staatsmijn Wilhelmina. Tot aan de sluiting van de mijn werd in totaal 34.064.000 ton steenkool naar boven gehaald. De hoogste productie werd gehaald in 1930 met 687.000 ton. In het laatste jaar dat de mijn nog in productie was (1970) werd nog 506.000 ton gewonnen.
De mijn produceerde vrijwel alleen magere of huisbrandkolen. Omdat mijnwerkers uit plaatselijke families werden geworven, had de mijn al snel de naam van een 'familiekoel' (oos koelke). Andere bijnamen van de mijn waren: 'de koel van d'r Sjeet' en 'Carl'.

### Schachten
Het afdiepen van de 40 meter uit elkaar liggende schachten gebeurde door middel van de Honigmann-de Vooysboormethode. Deze manier van schachtaanleg werd ontwikkeld door Friedrich Honigmann.

#### Schacht I
Schacht I van de Oranje-Nassau II had een diepte van 475 meter en een diameter van 3,45 meter. De liftkooien werden aangedreven door een ophaalmachine op stoom met een vermogen van 660 pk. Naast deze schacht stond het ventilatorgebouw. Via schacht I werd de lucht uit de ondergrondse mijn gezogen. Schacht I was derhalve de uittrekkende en schacht II de intrekkende schacht.

#### Schacht II
Schacht II was 390 meter diep en had eveneens een diameter van 3,45 m. De kooien werden, net als die van schacht I, aangedreven door een ophaalmachine op stoom, met een vermogen van 660 pk.

### Verdiepingen
De verdiepingen van de mijn waren gelegen op 163, 210, 225, 260, 320, 360, 390 en 430 meter onder het maaiveld.

### Ongelukken
Op 10 januari 1918 vond bovengronds een zware ontploffing plaats. Een stoomvat explodeerde en zorgde voor een enorme ravage aan gebouwen en installaties. Er viel één dode te betreuren: Jacob Jongen, 48 jaar oud.

### Personeel en sluiting
In 1920 werkten 1218 mensen in de mijn. Dat liep op tot 1465 in 1931. Vanaf 1 oktober 1969 tot aan de definitieve sluiting van de mijn op woensdag 30 juni 1971, moesten 1278 personeelsleden vertrekken. Ongeveer 413 mijnwerkers werden overgeplaatst naar de ON I en ON III/IV, 418 personeelsleden werden omgeschoold, 131 namen ontslag en 317 gingen met pensioen of kwamen in een overbruggingsregeling of de WAO terecht.

## Overblijfselen
Van de Oranje-Nassau II is, net zoals van andere mijnen in Nederlands Limburg, bijna niets behouden gebleven. Wél zijn er enkele gebouwen bewaard gebleven, zoals de voormalige Ondergrondse Vakschool. Deze zijn naderhand in gebruik geweest als gemeenschapshuis. Ook staan er aan de grens van het voormalige terrein van de mijn nog enkele woningen waar toenmalige ingenieurs en opzichters gehuisvest waren. Op het grootste deel van het mijnterrein is tussen 1979 en 1982 een nieuwbouwwijk verrezen, waarvan de straatnamen naar (onderdelen van) de mijn verwijzen. De plek waar de twee schachten waren gelegen zijn ingericht als perken. De steenberg is deels afgegraven en afgevlakt voor de aanleg van de Draf- en Renbaan Limburg (DRL), het huidige Megaland waar o.a. sinds 1988 Pinkpop wordt georganiseerd.